# Sitolu Bahal (Purbatua)
Sitolu Bahal is een bestuurslaag in het regentschap Tapanuli Utara van de provincie Noord-Sumatra, Indonesië. Sitolu Bahal telt 715 inwoners (volkstelling 2010).